# Loża Nr 2 Walerian Łukasiński
Loża Nr 2 Walerian Łukasiński – warszawska loża wolnomularska. Należy do Wielkiej Loży Narodowej Polski (WLNP), zakonu pracującego w oparciu o patent Zjednoczonej Wielkiej Loży Anglii z 1781 r., przyjmującego wyłącznie mężczyzn. Zgodnie z tradycją wolnomularstwa regularnego (anglosaskiego) kandydat starający się o przyjęcie do loży musi „być człowiekiem wolnym i dobrych obyczajów”. Musi mieć ukończone 25 lat i zadeklarować wiarę w Istotę Najwyższą.
Członkowie regularnych lóż na poziomie rytualnym nie utrzymują kontaktów z tzw. wolnomularstwem liberalnym (nieregularnym).

## Historia do 1938 r.
Wraz z  odzyskaniem przez Polskę niepodległości w 1918 r. odrodził się także ruch wolnomularski. Kilkanaście lóż zjednoczyło się tworząc Wielką Lożę Narodową Polski. Do wspólnych prac stanęli masoni inicjowani w lożach zagranicznych (m.in. państw zaborczych) oraz nowi adepci Sztuki Królewskiej.
Wielu braci w fartuszkach czasu międzywojnia było działaczami organizacji niepodległościowych. Wraz z nimi pracowali m.in. legioniści marszałka Józefa Piłsudskiego oraz działacze organizacji politycznych i społecznych, przeważnie liberalnych lub lewicowych. Nazwy ówczesnych lóż nawiązywały do dawnych mian z okresu niepodległości, Księstwa Warszawskiego i Królestwa Kongresowego. Kilka lóż gromadzących wielu oficerów Wojska Polskiego przyjęło jako swoich patronów bohaterów walk niepodległościowych. Wśród nich była Loża Walerian Łukasiński, której światła zapalono w grudniu 1920 r. Walerian Łukasiński (1786-1868) był majorem Wojska Polskiego, założycielem Wolnomularstwa Narodowego i Towarzystwa Patriotycznego. Więziony przez władze carskie przez prawie pół wieku, większość czasu spędził w lochach twierdzy szliselburskiej.
Po przewrocie majowym w 1926 r. wielu braci wybrało aktywność polityczną i opuściło lożę, której patronował Łukasiński. Pozostali zasilili inne loże warszawskie, a światła „Łukasińskiego” zgaszono w grudniu 1926 r.
Jednak pamięć o Walerianie Łukasińskim wśród polskich wolnomularzy przetrwała. Wielka Loża Narodowa Polski przypomniała postać narodowego bohatera w uchwale z jesieni 1930 r. Na jej mocy zmieniono nazwę Loży „Sowiński” nadając jej imię nowego patrona – Łukasińskiego. Wspomniana loża pracowała w kilkunastoosobowym składzie do listopada 1938 r. Wtedy to bracia, uprzedzając dekret prezydenta RP zakazujący działalności wolnomularskiej w Polsce, podjęli decyzję o jej uśpieniu.

## Historia po 1991 r.
Po II wojnie światowej polscy wolnomularze pracowali w paryskiej Loży Kopernik i innych warsztatach zagranicznych. W 1961 r. obudzono lożę w Warszawie. Prace loży miały charakter konspiracyjny, a sama placówka nosiła to samo miano co loża paryska.  Rok 1989 pozwolił polskiej masonerii na wyjście z konspiracji. 2 grudnia 1991 r. z Loży-Matki Kopernik wyłoniły się kolejne dwie loże: Loża Nr 2 Walerian Łukasiński w Warszawie i Loża Nr 3 Przesąd Zwyciężony w Krakowie. Dzięki tym trzem placówkom możliwe było powołanie do życia niezależnego zakonu, który swą nazwą nawiązuje do obediencji międzywojennej.

## Czcigodni Mistrzowie Loży Nr 2 Walerian Łukasiński od 1991 r.
- 1991-1993 Jerzy Jasiński
- 1993-1994 Tadeusz Gliwic
- 1994-1994 Tadeusz Cegielski
- 1994-1996 Marek Złotek-Złotkiewicz
- 1996-1998 Ludwik Andrzejewicz
- 1998-1999 Ryszard Siciński
- 1999-2000 Piotr Rawicz
- 2000-2002 Krzysztof Wakar
- 2002-2004 Krzysztof Załęski
- 2004-2006 Zygmunt Rzymkowski
- 2006-2008 Sławomir Cichecki
- 2008-2010 Walerian Warski
- 2010-2012 Jerzy Rasuwicz
- 2012-2014 Jan Bobrowski
- 2014-2016 Jan Sokołowski
- 2016-2018 Janusz Raczyński
- od 2018 Jerzy Gutkowski

## „Walerian Łukasiński” dziś
Stołeczna loża szybko stała się placówką „misyjną” WLNP, z której wyłaniają się kolejne polskie loże. Jej członkowie zbierają się – z małymi wyjątkami – dwa razy w miesiącu. Lożę Nr 2 łączą szczególne więzy z braćmi należącymi do Szwedzkiego Zakonu Wolnomularzy. Ich wyrazem są regularne wizyty szwedzkich wolnomularzy w Polsce i polskich w Szwecji.
Postać patrona, wielkiego masona i bohatera narodowego, przypominana jest na uroczystych posiedzeniach loży z okazji kolejnych rocznic urodzin i śmierci Waleriana Łukasińskiego, a jego wizerunek zdobi oficjalne dokumenty i klejnoty lożowe.